# شريف
الشريف، الجمع: الأشراف أو الشرفاء، المؤنث: الشريفة، الجمع للمؤنث: الشريفات أو الشرائف. هو لقب شرفي يطلق على من كان معظمًا بين قومه في المجتمع العربي. وكان إطلاق هذا اللقب شائعًا على أعيان العرب في العصر الجاهلي، ولما جاء الإسلام خُص اللقب ببيوتات بني هاشم؛ لشرف نسبتهم إلى نبي الإسلام محمد، فأصبحوا أشراف العرب.

## الأصل اللغوي
الشَّرِيف: كلمة أصلها الاسم (شريف) في صورة مفرد مذكر والمشتق من الفعل (شَرَفَ). والشرف: هو العلو والمجد والرفعة. فالشريف صفة مشبَّهة تدل على الثبوت من شرُفَ. وتعني نبيل، عالي المنزلة، سامي المكانة، رفيع الدرجة. والكلمة ليس لها علاقة اشتقاقية مع المصطلح الإنجليزي Sheriff «شريف» والمكوّن من كلمتين shire «شير» وreeve «ريف».

## التاريخ
شاع بين الأمة وعلمائها في القرون الأولى من الإسلام إطلاق لقب «الشَّرِيف» على الهاشميين سواء كان حَسنيًا، أم حُسينيًا، أم علويًا، أم جعفريًا، أم عقيليًا، أم عباسيًا، وذلك بقولهم «الشَّرِيف فلان»، وأصبح هذا اللقب علمًا عليهم. وذلك حسب ما جاء في المصادر. وتزخر كتب التراجم والتاريخ بما يؤكد ذلك. ولما تولى الفاطميون حكم مصر سنة 358 هـ، قصروا لقب «الشريف» على ذرية الحسن والحسين. ويكاد يكون إجماع المحققين على أن تخصيص الشرف في أبناء الحسن والحسين كان في العهد الفاطمي، إلا أنه لم يشتهر إلا في القرن الرابع الهجري، ويغلب أنه كان في أواخره. ولا يستبعد أن يكون قصر الفاطميين الشرف على ذرية الحسن والحسين ضربا من ضروب الخلاف بين الفاطميين والعباسيين في أمر الخلافة والسيادة، فقد كان ذلك ردا على موقف العباسيين من النسب الفاطمي خاصة أن الفاطميين طالبوا بالخلافة، واعتمدوا في ذلك على انتسابهم إلى بيت النبي محمد عن طريق انتسابهم إلى فاطمة الزهراء، وإلى ابن عمه علي بن أبي طالب وليس إلى الأعمام؛ حيث أن العباسيين أبناء عم النبي محمد.
وإنا نجد هذا اللقب ألحق بالمرتضى (ت 436 هـ) وأطلق على الرضي (ت 406 هـ) أما قبل ذلك فقد كان يطلق على نسل علي بن أبي طالب لفظ العلويين، وعلى نسل أبيه لفظ الطالبيين، فلسنا نجد لقب "الشريف" أطلق على جعفر الصادق (ت 148 هـ)، ولم يقترن بعلي الرضا (ت 202 هـ)، بل إن الحسين بن موسى والد المرتضى والرضي (ت 400 هـ) لم يطلق عليه لقب "الشريف"، وكل ما لقبوه به هو "الطاهر ذو المناقب".

## لقب شريف مكة
وتميزت الحجاز في التاريخ بوجود عائلة حاكمة في مكة من سلالة الحسن بن علي بن أبي طالب حمل أفرادها لقب "شريف"، وهو لقب لحاكم مكة وكان معروفا بالنسبة إلى الأروبيين بالشريف العظيم. بدأ حكمهم في مكة أواخر القرن العاشر واستمر إلى 1925. ولم يعلن أحد من الأشراف استقلاله عن السلطة القائمة في بغداد والقاهرة أو إسطنبول، وقدموا الولاء للسلطان واكتفوا بلقب "الشريف" بمرسوم سلطاني. واعترفوا بحق السلطان في التنصيب والعزل والنفي. إلى أن جاء الحسين بن علي بن محمد أول من أعلن استقلاله، وأول من ثار على الخليفة العثماني.

## لقب السيد
وكثيرا ما يقرن لقب «الشريف» بلقب «السيد» أو «العلوية» للأنثى، فيقال: «السيد الشريف» أو «العلوية الشريفة» وتطلق هذه الألقاب غالبا على أولاد وأحفاد علي بن أبي طالب. إلا أنه في أوائل القرن الثالث عشر الهجري، شاع في بلاد الحرمين، وخاصة عند بعض المؤرخين والكتاب، أن لقب «الشريف» لا يطلق إلا على من كان حَسَنيا، ولا يطلق لقب «السيد» إلا على من كان حُسينيا. وقد استقر رأي جُلّ الكتاب المعاصرين من أهل مكة وغيرهم على أنه لا فرق بين لقبي السيد والشريف؛ فكلاهما من ألقاب ذرية الحسن والحسين.